# Friday Night at St. Andrews
Friday Night at St. Andrews — третій студійний альбом американського репера Bizarre, виданий 18 травня 2010 р. лейблом AVJ Records. Платівка містить пісні, записані з участю Kuniva, King Gordy, Seven the General, Royce da 5'9", Нейта Волки, Tech N9ne, Yelawolf та ін.
Тематика пісень альбому стала серйознішою, на відміну від попередніх релізів. Щоп'ятниці ввечері у ранні роки життя виконавець відвідував відомий детройтський клуб St. Andrews, де він брав участь у реп-батлах. Саме через це платівка й отримала таку назву. Розповідаючи про альбом, репер заявив:
| Ліві лапки | «Я насправді просто хочу нагадати про часи Attack of the Weirdos… Нехай усі знають, що мені насрати на них і що тексти моїх пісень круті й приголомшливі». — Bizarre | Праві лапки |

## Список пісень
1. «Friday Night at St. Andrews» (Intro) — 2:33
2. «Here We Go (Off da Chain)» — 4:06
3. «Fat Father» (Skit) — 1:28
4. «Some Days» (з участю Lil Will) — 4:23
5. «Pussy» (з участю Fiona Simone та KB) — 5:38
6. «Rap's Finest» (з участю Kuniva, Seven the General та Royce da 5'9") — 4:41
7. «School Teacher» (з участю Riodata та Kid Jinx) — 3:31
8. «Smoking Crack» — 3:52
9. «Down This Road» (з участю Yelawolf) — 3:39
10. «Believer» (з участю Tech N9ne та Nate Walka) — 4:18
11. «Whatcha Smokin On» (з участю King Gordy) — 4:39
12. «Wild Like Us» (з участю King Gordy) — 4:31
13. «I Love the Babies» — 4:06
14. «The Fan» (Skit) — 1:00
15. «Rock It Out» (з участю King Gordy) — 3:36
16. «Warning» (з участю Bone Crusher та Anamul House) — 4:09
17. «Emotions» (з участю Monica Blaire) — 4:02
18. «Can't Get Enough» (за участі MJ Robinson та Big Dame) — 3:47
19. «You Gotta Believe It» (з участю Monica Blaire) — 4:16

## Учасники
- Bizarre, Шеннон Гучінс — виконавчі продюсери
- Джейсон М. Браун — виконавчий продюсер, A&R
- Honorable C.N.O.T.E., Panama, Calvo da Gr8, DJ Cutmaster Swiff, Ахмед Олівер, Нік Кейдж, Дж. Веллс, WillPower,Silent Riot — продюсери
- Дівенґ Вальдез — фотограф
- Рендалл Лампкін — мастеринг, зведення
- Лонделл Вільямсон — звукоінженер
- Джон «Blue Gutta» Аллен — звукоінженер, A&R
- Волт К'ю-Сік — продюсер, зведення
- Треса Сандерс — рекламний аґент
- Роб Петроццо — творчий директор рекламної аґенції
- Омар Філіпс — ударні
- Кевін Паркер, Рональд «Caveman» Розаріо — звукоінженер
- Джефф Томей, Джош Батлер — зведення
- IV Дункан — звукоінженер, зведення
- Джейсон Ваґнер — медіа-консультант
- Венс Горнбакл — продюсер, звукоінженер
- Тім «Herb» Александер — програмування
- Престон Крамп — гітара, бас-гітара
- Хуан Ґарсіа — бас-гітара